# Société des Moteurs et Autos Charles Richard
Société des Moteurs et Autos Charles Richard war ein französischer Hersteller von Automobilen und Nutzfahrzeugen.

## Unternehmensgeschichte
Das Unternehmen aus Troyes begann 1901 mit der Produktion von Automobilen und Nutzfahrzeugen. 1902 endete die Produktion.

## Fahrzeuge
Im Angebot standen die Modelle 4 CV mit einem Einzylindermotor und 8 CV mit einem Zweizylindermotor. In beiden Modellen wurde die Motorleistung mittels Riemen auf die Antriebsachse übertragen. Besonderheit war, dass die Motoren auch mit Alkohol betrieben werden konnten.